# Xiphosomella boliviensis
Xiphosomella boliviensis là một loài tò vò trong họ Ichneumonidae.